# Appenzeller
El Appenzeller o Appenzel es un queso suizo, originario de la región de Appenzell. Hecho a base de leche de vaca, tiene un gusto fuerte, refinado y característico. 
El Appenzeller es utilizado en recetas como la Fondue y la Raclette.

## Historia
El nombre de Appenzeller es otorgado por la región en donde éste es preparado desde la Edad Media, el Appenzellerland. El queso fue mencionado por primera vez en un escrito hace unos 700 años.
Hoy el queso es vendido por la Appenzeller Käse SARL bajo el nombre de Appenzeller Switzerland, el cual es producido principalmente en los cantones de Appenzell Rodas Interiores, Appenzell Rodas Exteriores y en algunas localidades de los cantones San Galo y Turgovia. La producción total por año es de unas 10 000 toneladas, de las cuales la mayoría son destinadas a la exportación.

## Fabricación
El tiempo de maduración se extiende por lo menos durante tres meses, durante la maduración la corteza es untada regularmente con una salmuera de hierbas, en alemán "Kräutersulz", según una receta del siglo pasado. La cantidad de hierbas en la receta es guardada en estricto secreto. Las ruedas de Appenzeller pesan entre 6,2 y 8 kilogramos y tienen un diámetro de 30 a 33 cm. 

## Variantes
- Appenzeller Switzerland Classic, es el tipo estándar protegido del queso. Tiene una etiqueta plateada con la marca roja tirante sobre el azul. Esta variante es añejada por lo menos durante tres meses.
- Appenzeller Switzerland Surchoix, destacado por ser muy sazonado. El Surchoix contiene al menos 48% de materia grasa. Tiene una etiqueta dorada. Esta variante es añejada entre 4 y 6 meses. Participa con el 48% del negocio de queso tipo Appenzeller.
- Appenzeller Switzerland extra, añejado durante seis meses, es el tipo más nuevo en el extranjero. Su etiqueta es negra.
- Appenzeller Switzerland biológico, igualmente protegido, es una variante hecha con lecha biológica.
- Appenzeller ¼ de materia grasa, sazonado con dulzura y con el gusto suave. Tiene 30% menos de calorías. Se distingue por  una etiqueta plateada-verde. Es añejado entre 3 y 5 meses.